# نامبرفايل
نامبرفايل (بالإنجليزية : Numberphile والتي تعني «محب الأعداد») هي قناة تعليمية على اليوتيوب تعرض مقاطع فيديو تستكشف فيها مجموعة متنوعة من مجالات الرياضيات . في بدايات القناة ، ركز كل مقطع فيديو على عدد معين ، لكن القناة وسعت نطاقها منذ ذلك الحين ، حيث عرضت مقاطع فيديو حول مفاهيم رياضية أكثر تقدمًا مثل نظرية فيرما الأخيرة وفرضية ريمان . تم إنتاج مقاطع الفيديو بواسطة برادي هاران ، صحفي فيديو سابق في البي بي سي ومؤسس مقاطع فيديو دورية والعديد من قنوات اليوتيوب الأخرى. تعرض مقاطع الفيديو العديد من أساتذة الجامعات والمتصلين بالرياضيات وعلماء الرياضيات المشهورين.
في عام 2018، أصدر برادي هاران الصوت بودكاست بعنوان بودكاست نامبرفايل (The Numberphile Podcast). 

## قناة اليوتيوب
بدأت قناة نامبرفايل على اليوتيوب في 15 سبتمبر 2011. تضم معظم مقاطع الفيديو من مقابلة هاران مع خبير حول عدد أو مبرهنة رياضية أو مفهوم رياضي. عادة ما يرسم الخبير شرحه على قطعة كبيرة من الورق البني ويحاول جعل المفاهيم مفهومة للمشاهد العادي غير الرياضي. وهو مدعوم من معهد أبحاث العلوم الرياضية (MSRI) والرياضيات لأمريكا . يدير هاران أيضًا قناة «نامرفايل2» (Numberphile2) ، والتي تتضمن لقطات إضافية وتفاصيل أكثر من القناة الرئيسية.

### المساهمون
تضم القناة مجموعة كبيرة من علماء الرياضيات وعلماء الكمبيوتر والعلماء وكتاب العلوم ، بما في ذلك :
- فيديريكو أرديلا
- جوني بول
- أليكس بيلوس
- إلوين بيرلكامب
- أندرو بوكر
- تيموثي براوننج
- بريان بتروورث
- جون كونواي
- إد كوبلاند
- توم كروفورد
- زسوزانا دانكسو
- بيرسي دياكونيس
- روب ايستاواي
- لورانس إيفز
- ديفيد ايزنبود
- إدوارد فرنكل
- هانا فراي

## بودكاست نامبرفايل
بدأ هاران بودكاست بعنوان «بودكاست نامبرفايل» (The Numberphile Podcast) في عام 2018 كمشروع شقيق. يركز البودكاست بشكل أكبر على حياة وشخصيات بعض مقدمي مقاطع الفيديو.

فيما يلي قائمة بودكاستات نامبرفايل مرتبة من الأقدم إلى الأحدث :
| العنوان | Run Time                                                      | تاريخ الإصدار الأصلي |                |
| ------- | ------------------------------------------------------------- | -------------------- | -------------- |
| 1       | «The Hope Diamond (with 3Blue1Brown)»                         | TBA                  | 4 نوفمبر 2018  |
| 2       | «Fermat’s Last Theorem (with Ken Ribet)»                      | TBA                  | 21 نوفمبر 2018 |
| 3       | «Delicious Problems (with هانا فراي)»                         | TBA                  | 16 ديسمبر 2018 |
| 4       | «The Klein Bottle Guy (with Cliff Stoll)»                     | TBA                  | 8 يناير 2019   |
| 5       | «The Math Storyteller (with سيمون لينا سينغ)»                 | TBA                  | 11 فبراير 2019 |
| 6       | «Parker Square (with مات باركر)»                              | TBA                  | 24 فبراير 2019 |
| 7       | «A Proof in the Drawer (with ديفيد ايزينبد)»                  | TBA                  | 7 أبريل 2019   |
| 8       | «The Offensive Lineman (with John Urschel)»                   | TBA                  | 14 مايو 2019   |
| 9       | «The Singing Banana (with James Grime)»                       | TBA                  | 20 مايو 2019   |
| 10      | «The C-Word (talking Calculus with ستيفن ستروغاز)»            | TBA                  | 17 يونيو 2019  |
| 11      | «The Number Collector (with نيل سلوان)»                       | TBA                  | 14 أغسطس 2019  |
| 12      | «Fame and Admiration (with تيموثي غاورز)»                     | TBA                  | 22 أكتوبر 2019 |
| 13      | «The Badly Behaved Prime (with جيمس ماينارد)»                 | TBA                  | 10 نوفمبر 2019 |
| 14      | «Coffin Problems (with إدوارد فرنكل)»                         | TBA                  | 3 ديسمبر 2019  |
| 15      | «تشامبيغن Mathematician (with Holly Krieger)»                 | TBA                  | 13 ديسمبر 2019 |
| 16      | «Gondor Calls for Aid (with Kit Yates)»                       | TBA                  | 31 مارس 2020   |
| 17      | «Crystal Balls and Coronavirus (with Hannah Fry)»             | TBA                  | 10 أبريل 2020  |
| 18      | «The Legendary جون هورتون كونواي (1937-2020)»                 | TBA                  | 13 أبريل 2020  |
| 19      | «The Accidental Streamer (with 3Blue1Brown)»                  | TBA                  | 19 أبريل 2020  |
| 20      | «The Parker Quiz (with Matt Parker)»                          | TBA                  | 21 مايو 2020   |
| 21      | «The Happy Twin (with Ben Sparks)»                            | TBA                  | 27 مايو 2020   |
| 22      | «The Numeracy Ambassador (with Simon Pampena)»                | TBA                  | 1 يوليو 2020   |
| 23      | «The Mathematical Showman - رونالد غراهام (1935-2020)»        | TBA                  | 13 يوليو 2020  |
| 24      | «The Third Cornet (with Katie Steckles)»                      | TBA                  | 24 يوليو 2020  |
| 25      | «Why Did the Mathematician Cross the Road? (with روجر بنروز)» | TBA                  | 8 أغسطس 2020   |
| 26      | «The Importance of Numbers (with تيم هارفورد)»                | TBA                  | 12 سبتمبر 2020 |
| 27      | «Nursery Rhymes and Numbers (with Alan Stewart)»              | TBA                  | 5 أكتوبر 2020  |
| 28      | «Quiz Shows and Math Anxiety (with Bobby Seagull)»            | TBA                  | 23 أكتوبر 2020 |
| 29      | «Club Automatic (with أليكس بيلوس)»                           | TBA                  | 25 نوفمبر 2020 |
| 30      | «Why Study Mathematics (with Vicky Neale)»                    | TBA                  | 8 ديسمبر 2020  |
| 31      | «Statistics and Saving Lives (with Jennifer Rogers)»          | TBA                  | 11 ديسمبر 2020 |
| 32      | «Rockstar Epidemiologists (with Adam Kucharski)»              | TBA                  | 2 فبراير 2021  |
| 33      | «The High Jumping Cosmologist (with Katie Mack)»              | TBA                  | 25 فبراير 2021 |
| 34      | «Beauty in the Messiness (with فيليب موريارتي)»               | TBA                  | 3 أبريل 2021   |
| 35      | «The Naked Mathematician (with Tom Crawford)»                 | TBA                  | 31 مايو 2021   |